# Vilayet

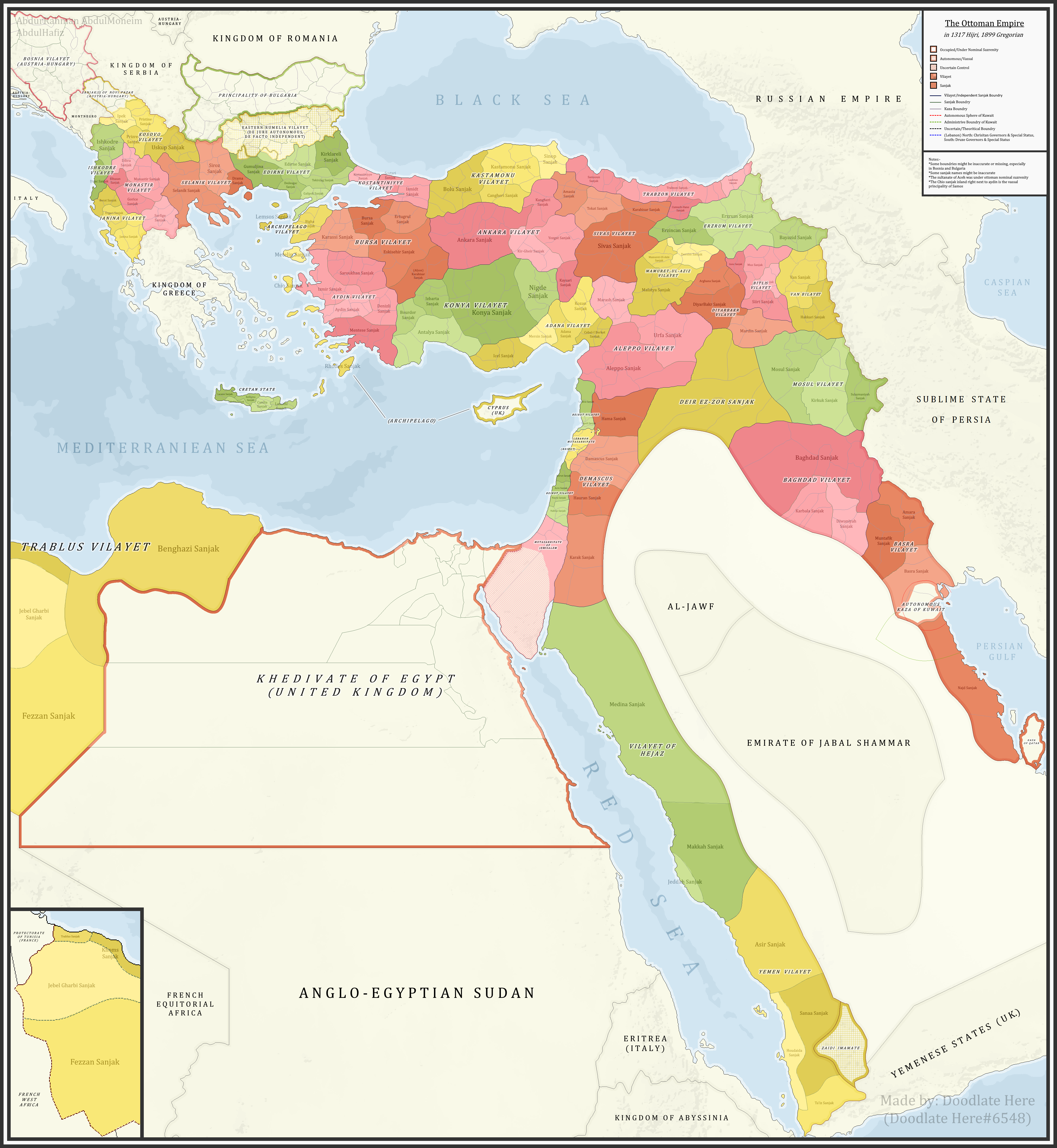
I vilayet dell'Impero ottomano intorno al 1899.

Il vilayet (pronuncia turca: [vilaːˈjet]) fu una suddivisione amministrativa di primo livello del tardo Impero ottomano, introdotta con la promulgazione della legge dei Vilayet (in turco Teşkil-i Vilayet Nizamnamesi) del 21 gennaio 1867. La riforma rientrava nell'ambito delle riforme amministrative in corso che venivano emanate in tutto l'impero e sancite nell'editto imperiale del 1856. La riforma fu inizialmente attuata a livello sperimentale nel vilayet del Danubio, formato appositamente nel 1864 e guidato dal leader riformista Mithat Pascià. La riforma fu attuata gradualmente e solo nel 1884 fu applicata a tutte le province dell'Impero.

## Etimologia
Il termine vilayet deriva dalla parola araba wilayah o wilaya (ولاية‎). Mentre in arabo, la parola wilaya è usata per denotare una provincia od una regione od un distretto senza alcuna connotazione amministrativa specifica, gli ottomani la usavano per denotare una specifica divisione amministrativa.

## Divisione amministrativa
L'Impero ottomano aveva già iniziato a modernizzare la sua amministrazione e a regolarizzare le sue province (eyalet) negli anni 1840, ma la legge dei Vilayet la estese all'intero territorio ottomano con una gerarchia regolarizzata di unità amministrative: il vilayet, guidato dal vali, era suddiviso in sotto-province (sangiaccato o liva) sotto un mutasarrif, ulteriormente in distretti (kaza) sotto un kaimakam e in comuni (nahiya) sotto un müdür.
Il vali era il rappresentante del sultano nel vilayet e quindi il capo supremo dell'amministrazione. Era assistito dai segretari addetti alle finanze (defterdar), corrispondenza e archivi (mektubci), rapporti con gli stranieri, lavori pubblici, agricoltura e commercio, nominati dai rispettivi ministri. Insieme al capo della giustizia (mufettiş-i hukkam-i Şeri'a), questi funzionari formavano il consiglio esecutivo del vilayet. Inoltre, vi era un consiglio provinciale eletto di quattro membri, due musulmani e due non musulmani. Il governatore del capo sanjak (merkez sanjak), dove si trovava la capitale del vilayet, sostituiva il vali in assenza di quest'ultimo. Una struttura simile veniva replicata nei livelli gerarchici inferiori, con consigli esecutivi e consultivi tratti dagli amministratori locali e, seguendo una prassi consolidata, dai capi delle varie comunità religiose locali.

## Elenco

### Vilayet, sangiaccati e autonomie, nel 1876 circa.
Vilayet, sangiaccati e autonomie, nel 1876 circa:

### Vilayet e sangiaccati indipendenti nel 1917
Vilayet e sangiaccati indipendenti nel 1917:
| Vilayet - Vilayet di Costantinopoli - Vilayet di Adrianopoli - Vilayet di Adana - Vilayet di Angora - Vilayet di Aidin - Vilayet di Baghdad - Vilayet di Bassora - Vilayet di Beirut - Vilayet di Bitlis - Vilayet di Aleppo - Vilayet di Bursa - Vilayet di Diarbekr - Vilayet di Erzurum - Vilayet della Siria - Vilayet di Sivas - Vilayet di Trebisonda - Vilayet di Kastamuni - Vilayet di Konia - Vilayet di Mamuret ul-Aziz - Vilayet di Mossul - Vilayet di Van | Sangiaccati indipendenti: - Sangiaccato di Eskishehir - Sangiaccato di Urfa - Sangiaccato di Izmid - Sangiaccato di İçel - Sangiaccato di Boli - Sangiaccato di Teke - Sangiaccato di Janyk - Sangiaccato di Chatalja - Sangiaccato di Zor - Sangiaccato di Kara Hissar Sahib - Sangiaccato di Karasi - Sangiaccato dei Dardanelli - Sangiaccato di Kaisari - Sangiaccato di Kütahya - Sangiaccato di Marash - Sangiaccato di Menteshe - Sangiaccato di Nigde |

## Mappe

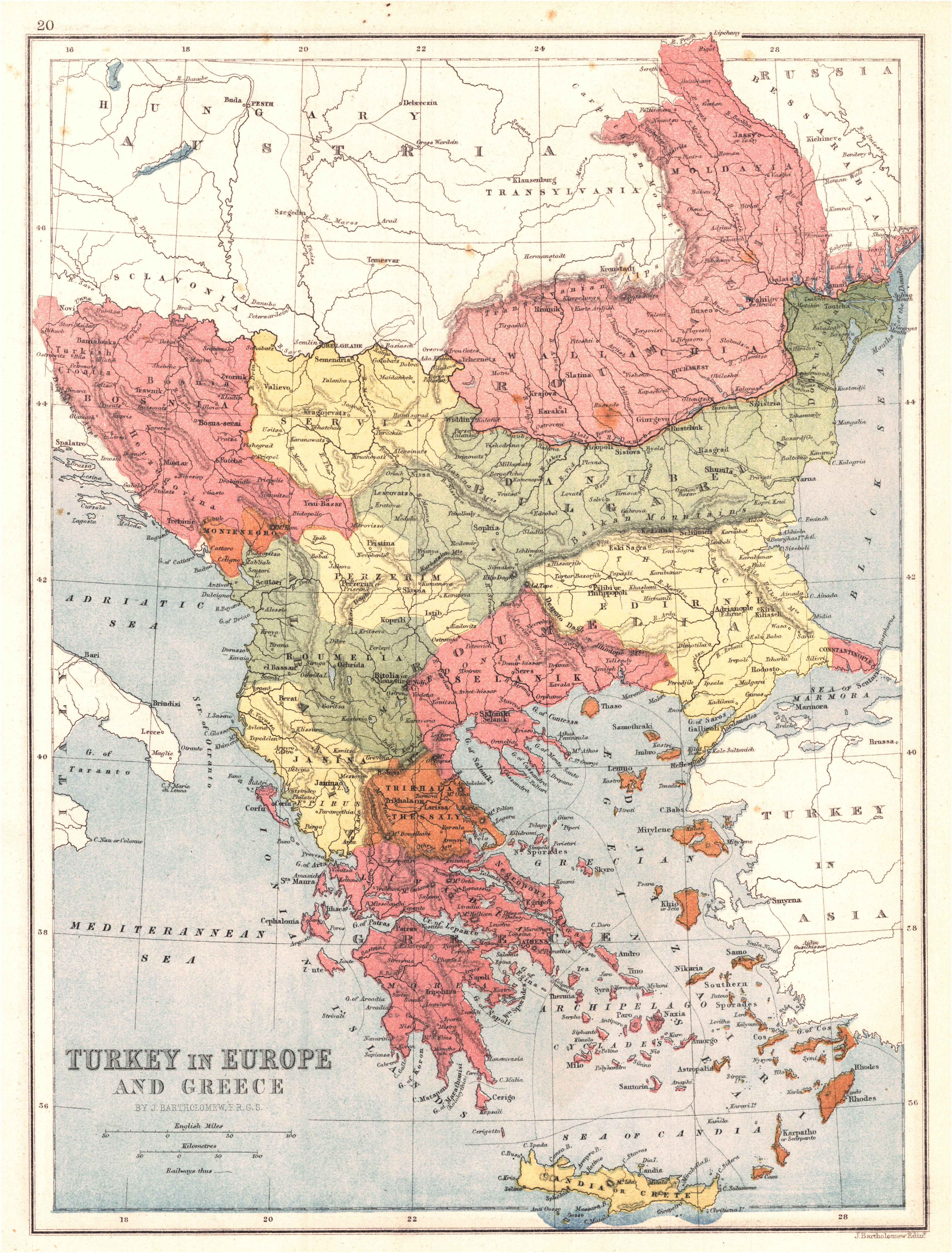
Vilayet d'Europa nel 1870
Vilayet nel 1877
Vilayet d'Europa nel 1893
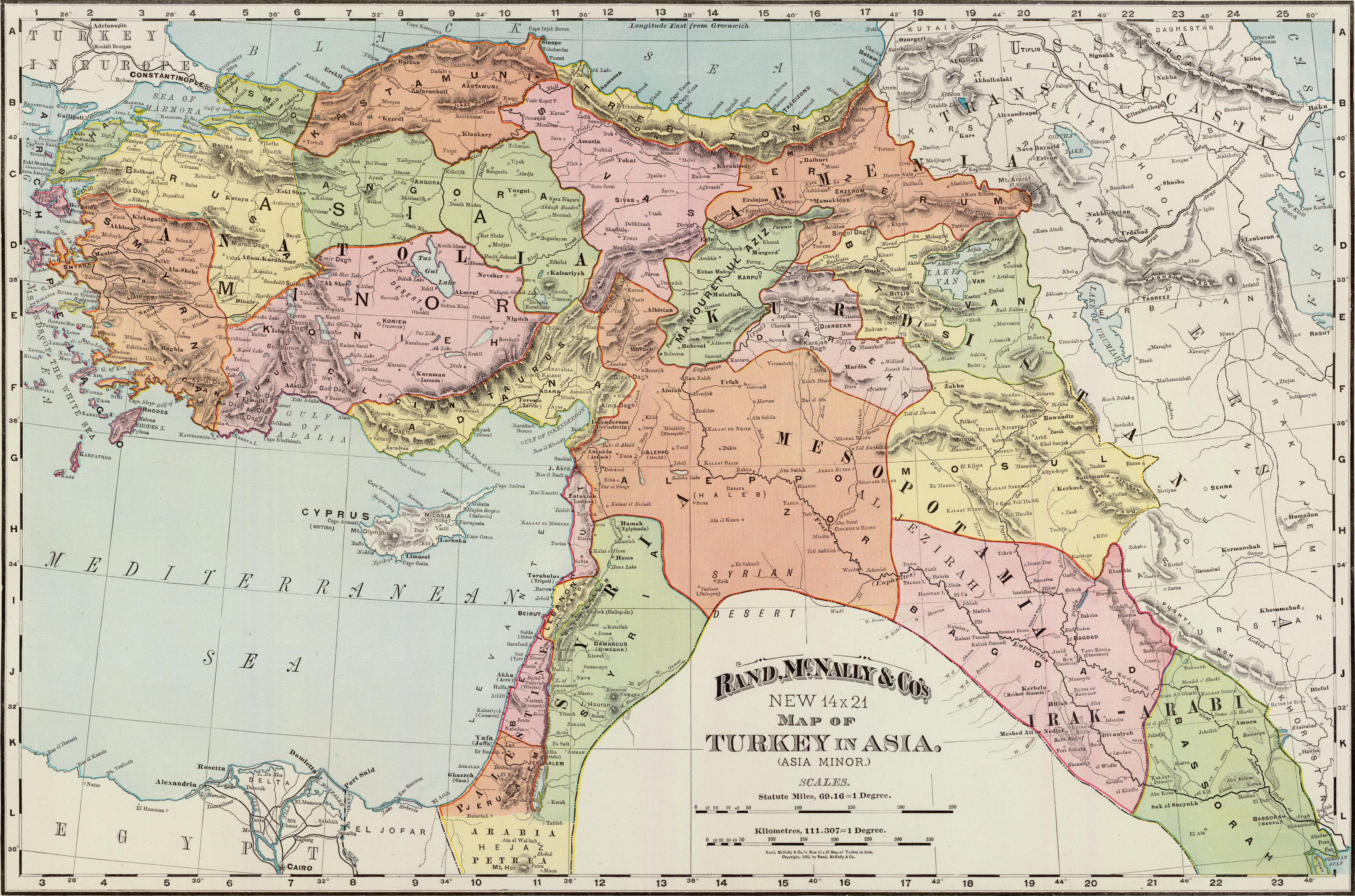
Vilayet dell'Asia nel 1897
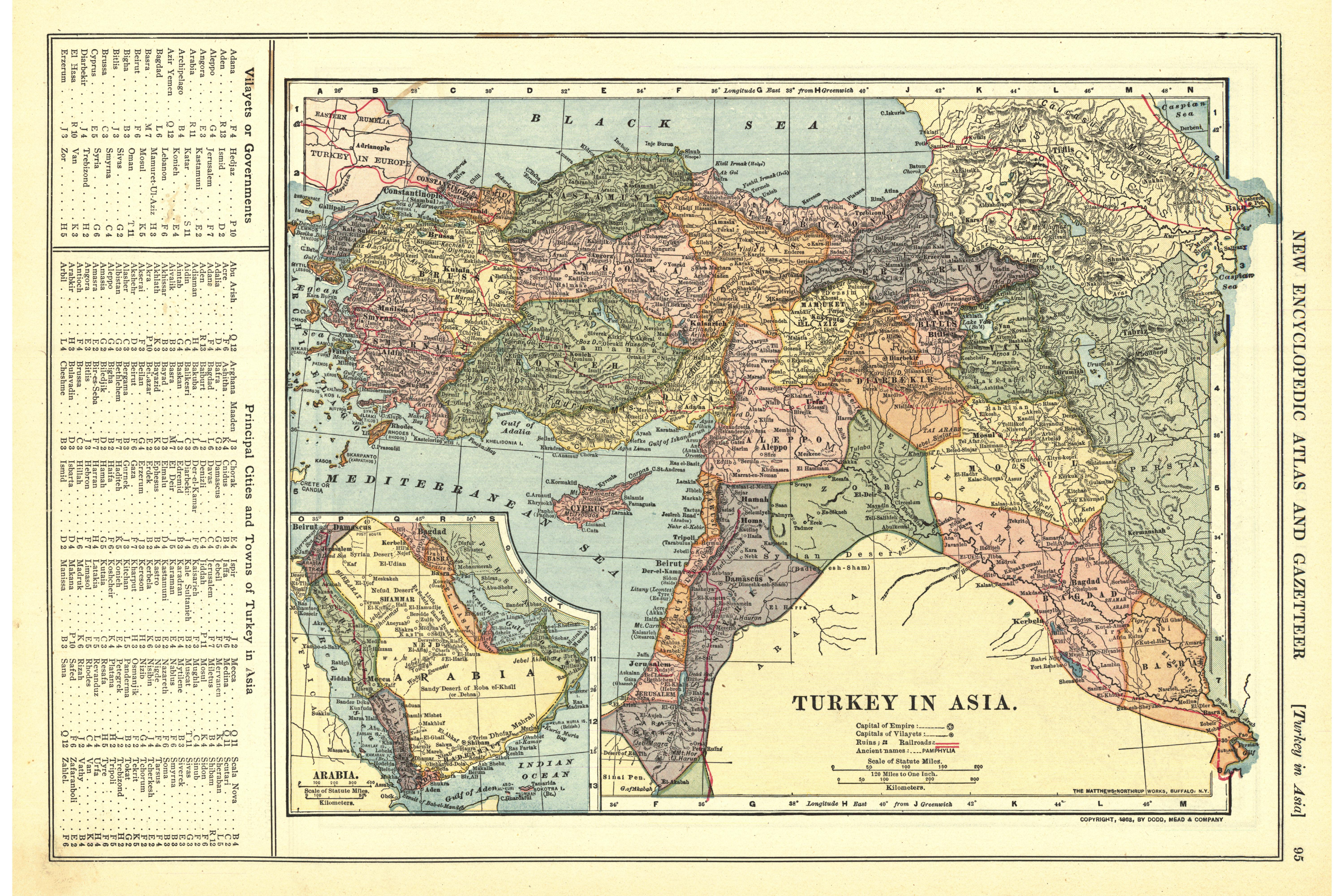
Vilayet dell'Asia nel 1909
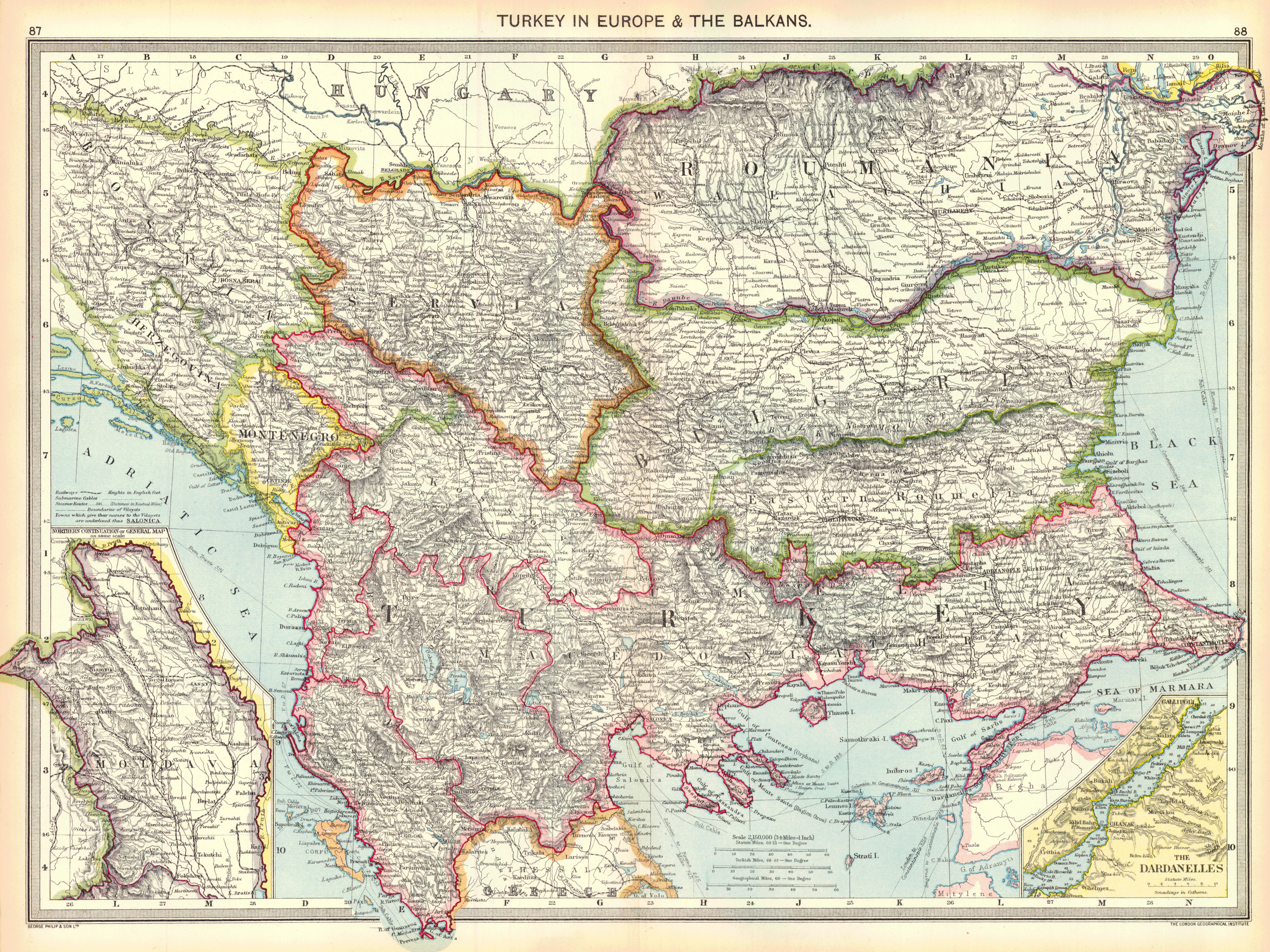
Vilayet d'Europa nel 1910
Vilayet dell'Asia nel 1911